# Barrington Township (Illinois)
Barrington Township est un township du comté de Cook dans l'Illinois, aux États-Unis,. 